# Смирнов, Владимир Николаевич (биохимик)
Влади́мир Никола́евич Смирно́в (17 мая 1937 — 27 сентября 2021) — советский и российский биохимик, доктор биологических наук, академик Российской академии наук (2013; член-корреспондент АН СССР с 1981). Академик АМН СССР (1984). Директор Научно-исследовательского института экспериментальной кардиологии федерального государственного учреждения «Российский кардиологический научно-производственный комплекс».

## Биография
Владимир Николаевич Смирнов родился 17 мая 1937 года в городе Челябинске. В 1959 году окончил Ленинградский государственный университет им. А. А. Жданова. В 1964—1968 годах работал младшим научным сотрудником, затем старшим научным сотрудником Института медицинской радиологии АМН ССР в Обнинске.
С 1968 года до конца жизни занимал различные посты в Кардиологическом центре в Москве. В 1968—1976 годах был заведующим лаборатории метаболизма миокарда НИИ кардиологии им. А. Л. Мясникова (ныне Национальный медицинский исследовательский центр кардиологии). Одновременно в 1968—1973 годах был заведующим отделом Центральной научно-исследовательской лаборатории 4-го Главного управления Министерства здравоохранения СССР. С 1976 года был заместителем директора Всесоюзного кардиологического научного центра (ВКНЦ) АМН СССР.
В 1982—2012 годы — директор Института экспериментальной кардиологии ВКНЦ АМН СССР (в последующем РКНПК МЗ РФ). С 2012 года руководил лабораторией стволовых клеток в Институте экспериментальной кардиологии РКНПК МЗ РФ.
За время работы подготовил 11 докторов и 38 кандидатов наук; был членом редколлегий журналов «Молекулярная биология», «Current opinion in Lipidology», «Molecular and cellular biochemistry», «Наука и жизнь». Автор более 350 научных публикаций.
Член-корреспондент АН СССР с 1981 года, академик РАМН с 1984 года, академик РАН с 2013 года (Отделение биологических наук РАН).
Был специалистом в области химии и биохимии физиологически активных соединений и разработки методов их применения в клинической медицине.
Член редакционного совета журнала
Похоронен на Троекуровском кладбище в Москве (уч. 35).

## Награды и премии
- Лауреат Ленинской премии в области науки и техники(1982)[6]
- Лауреат Государственной премии СССР (1978)[6]
- Орден «Знак Почёта»[7]
- Кавалер ордена Заслуг перед Республикой Польша (2003)[8]
- Орден «За заслуги перед Отечеством» IV степени (2007)[9]
- Орден Почёта (2018)